# Fiul Euremei
Eurema's Dam este o povestire științifico-fantastică scrisă de autorul american R. A. Lafferty. A fost publicată pentru prima oară în 1972 (deși a fost scrisă în 1964) în antologia editată de Robert Silverberg New Dimensions II și ulterior republicată în The Best Science Fiction of the Year #2 și în Science Fiction Stories of the Year, Second Annual Collection (ambele în 1973), în The Hugo Winners, Volume Three (1977), în Golden Gate and Other Stories (1982), în Space Odyssey (1988) și în Masterpieces: The Best Science Fiction of the Century (2001).

## Rezumat
Albert este "ultimul prostănac ": cineva atât de prost încât nu poate învăța să facă lucruri simple și trebuie să inventeze mașini extrem de complexe și puternice pentru a le face în locul lui. Prezintă povestea lui Albert de la școala elementară (unde își ascunde incapacitatea de a se descurca cu aritmetica prin inventarea calculatorului) până la vârsta adultă, unde invențiile sale i-au adus faimă și avere, au inaugurat o epocă de aur la nivel mondial și i-au adus Premiul Eurema. Chiar și în momentul de maxim al succesului sau, Albert este încă afectat de sindromul impostorului și de incapacitatea sa de a funcționa fără invențiile sale. 

## Recepție
"Dam" a câștigat Premiul Hugo din 1973 pentru cea mai bună povestire scurtă  premiu împărțit cu  "Întâlnire" de Frederik Pohl. De asemenea, a câștigat Premiul Seiun din 1975 pentru cea mai bună povestire tradusă.
Mike Ashley consideră „Dam“  una dintre povestirile „cele mai memorabile“ ale lui Lafferty, chiar dacă „nu este neapărat cea mai creativă a sa“,  în timp ce Dave Langford a numit -o „sălbatică și lânoasă“ și „[p]rofetică“.
Lafferty însuși și-a exprimat nedumerirea pentru câștigarea premiului Hugo cu povestirea "Dam", afirmând că, deși a considerat-o că este "o mică povestire plăcută", el a avut "publicate patru sau cinci povestiri mai bune" în 1972.

## În limba română
A apărut, în limba română, în numărul 5 din februarie 2008 al revistei Sci-Fi Magazin.